# Vice Vukov

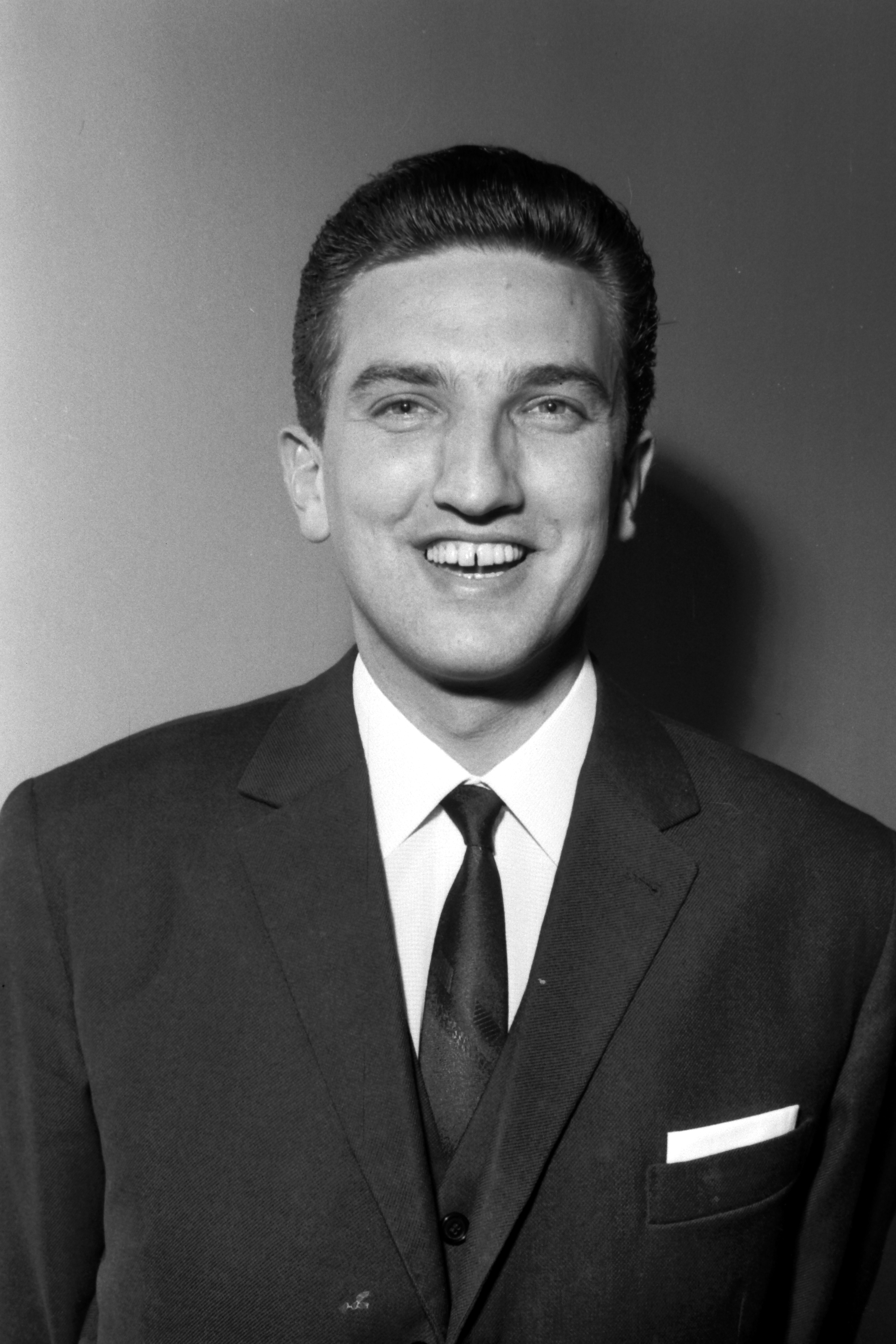
Vice Vukov, 1964

Vice Vukov (Šibenik, 3 de agosto de 1936 –  Zagreb, 24 de setembro de  2008) foi um cantor e político croata.

## Biografia
Durante os anos 60 foi um dos mais populares cantores da ex-Jugoslávia, surgindo no Festival Eurovisão da Canção 1963 com a canção  "Brodovi" e no Festival Eurovisão da Canção 1965 com a canção "Čežnja".
Em 1972, durante um  movimento nacionalista, as autoridades jugoslavas investigaram o seu apartamento à procura de documentos comprometedores. Vukov encontrava-se num passeio à Austrália e a sua esposa pediu que não regressasse para não ser detido, decidiu ir para França, só regressando à Jugoslávia em 1976. Durante aquele tempo, as autoridades desinteressaram-se do caso, mas a sua carreira musical acabou; passou a fazer parte de uma lista negra, proibido de cantar publicamente e todos os seus discos foram retirados das lojas.
Em 1989, um álbum com novas canções, sem o nome dele na capa reapareceu nas lojas croatas, assinalando uma mudança política. Um pouco depois, Vukov fez uma série de 14 concertos no  Vatroslav Lisinski Concert Hall.
Vice Vukov cantou alguns das mais importantes canções patrióticas croatas, incluindo  "Zvona moga grada" and "Tvoja zemlja".
Depois da introdução da democracia na Croácia, Vice Vukov tornou-se um apoiante do Partido Social-Democrata da Croácia. Concorreu várias vezes por um lugar no Parlamento croata, conseguindo-o finalmente em 2003. Em 2001, foi sugerido como embaixador croata na Suíça .
Em 17 de novembro de 2005, enquanto ia a descer as escadas do Parlamento, Vukov escorregou e caiu, ficando seriamnete ferido na cabeça. Foi hospitalizado e sujeito a uma cirurgia, mas entrou em coma pouco tempo depois. Em março de 2006, de acordo com os médicos, ele encontrava-se num estado vegetativo permanente, sem hipóteses de recuperação. Todavia, em novembro de 2007 foi relatado que Vukov estaria consciente na altura e a sua condição era descrita como estável. Morreu em setembro de 2008, com 72 anos.